# シンデレラ・エクスプレス (CM)
シンデレラ・エクスプレスは、東海旅客鉄道（JR東海）が1987年と1992年に展開していた、東海道新幹線のテレビCMである。制作は電通・TYO。

## 概要
国鉄分割民営化により誕生したJR東海の最初の企業広告として製作された。東京発新大阪行き最終列車「ひかり289号」（当時）の出発時刻である21時ちょうどを、童話のシンデレラで主人公が舞踏会に行くための魔法が解ける午前0時に見立て（新幹線の営業運行も0時で終了するようダイヤが組まれている）、離れ離れに暮らす恋人たちが週末に出会い、再び別れていく日曜日の夜の新幹線のプラットホームで繰り広げる恋のドラマをモチーフとした。CM撮影は、列車の営業運行が終了した深夜の東京駅・名古屋駅・岐阜羽島駅を使い、当時の最新型であった100系電車を数回往復させて行われた。ホームの一部には布が敷かれ、スモークを発生させるなど大掛かりな撮影となった。テレビCMと同時にポスター収録も行ったが、この際に使用したのは100系X3編成である。
「新幹線を舞台にした遠距離恋愛」というCMテーマについては、当時JR東海入社5年目だった東京広報部の社員で、後に営業本部副本部長などを経て名古屋ステーション開発社長などを務めた坂田一広の実体験に基づくアイデアから生まれたものであるという。広島の彼女と長距離恋愛していた坂田は、毎週末のように中間の大阪や名古屋で彼女と会っており、最終列車のホーム各ドアで繰り広げられる恋人たちのドラマを演じる一人としての経験を、企画書を書いて提案し、これが採用されたものであるという。
一方で、CMを手がけた電通の三浦武彦とTYOの早川和良による著書によると、このCMは競合プレゼンテーションにより三浦らが提案した案が採用されたものだという。三浦は「新幹線は（人と人が出会う、町と町を結ぶ）コミュニケーションメディアである」というコンセプトを掲げ、このコンセプトを元に、当時の日曜21時東京発の最終列車「ひかり」をモチーフとした遠距離恋愛物語のシナリオを描いた。このCMの誕生する前の1985年に『日立テレビシティ』（TBS）で『シンデレラ・エクスプレス-48時間の恋人たち-』というドキュメンタリーが放映されており、この中で東海道新幹線の東京発最終列車「ひかり313号」を舞台に、遠距離恋愛のカップルが東京での週末を過ごす様子と、東京駅での別れの場面を撮影したものが取り上げられており、これを当時の国鉄経営企画室の人物が偶然見ており、「ああいう感じのCMをつくりたい」と話したことで前述のようなシナリオにつながったと記されている。
CM放送に伴い、恋人たちが新幹線で週末に恋人に会いに行き、新幹線の最終列車のホームで別れを惜しむ姿がマスメディアで注目されるようになり、社会現象と化した。当時は実際に各車両の出入口ごとに1組のカップルという状況も見られたが、この状況自体はCM放送の以前から存在していた。また、該当列車のひかり289号は当初0系運用だったが、1987年8月16日からは日曜日のみCMに合わせた100系での運用に変更した。折り畳み時刻表にはこの際に「シンデレラ・エクスプレス」と記載されるようになり、CMにも用いられた松任谷由実の同名楽曲をアレンジした車内放送用チャイムも導入された。その後、増備によって100系が毎日充当するようになってからは、ひかり289号の東京 - 新大阪間の所要時間が当時最速の2時間49分に短縮した。
1992年、東京発新大阪行きの最終列車が21:18発の「のぞみ303号」（当時）に変わったことを受け、「シンデレラ・エクスプレス」第2作目が5年ぶりに作成された。このバージョンではのぞみに充当されていた300系が用いられており、一連の「エクスプレス」シリーズCM（後述）では唯一の登場となっている。
このCMの好評を受け、JR東海は東海道新幹線をモチーフとした一連の「エクスプレス」シリーズCMを制作。本作の後「アリスのエクスプレス」「プレイバック・エクスプレス」「ハックルベリー・エクスプレス」「ホームタウン・エクスプレス」「クリスマス・エクスプレス」「ファイト・エクスプレス」「リニア・エクスプレス」と続いたが、1992年にシリーズを終了した（2000年に「クリスマス・エクスプレス2000」で1年限りの復活を果たしている）。

## 音楽・メディアミックス
1985年のドキュメンタリー『シンデレラ・エクスプレス-48時間の恋人たち-』の制作を担当したCMディレクターの一人に、松任谷の舞台演出を手がけていた黒田明がいた縁で、松任谷に番組オリジナルの楽曲の制作を依頼し、CMでも用いられた「シンデレラ・エクスプレス」が誕生している（「シンデレラ・エクスプレス」のネーミングも松任谷の発案によるものであるという）。この時にはわたせせいぞうの漫画『ハートカクテル』とのコラボレーション企画（いわゆるメディアミックス）も実現させており、日本テレビ系のテレビアニメ版でも放送された。

## 出演者
- 第1作（1987年）- 河合美佐
- 第2作（1992年）- 横山めぐみ

## その他
- このCMの前年である1986年9月21日には、『東芝日曜劇場』の第1550回として、テレビドラマ『週末物語 シンデレラ・エクスプレス』（毎日放送制作）がTBS系列で放送された。脚本は森田芳光、主演は岩城滉一・荻野目慶子。こちらも離れ離れに暮らす男女の遠距離恋愛がテーマとなっており、主題歌もCMと同じく松任谷の楽曲を起用した。こちらは大阪を舞台としているため、新大阪発の最終列車「ひかり170号」がドラマの中心となっている[8]。
- 1987年のバージョンで使用された小道具のガラスの靴は、発案者の坂田の自宅に保管されていた。その後、2014年の東海道新幹線開業50周年を機にリニア・鉄道館に寄贈している[9]。

### 注記
1. ↑  このメインコンセプトは、以後の「エクスプレス」シリーズCMにも貫かれているという[5]。
2. ↑  3作目のキャッチコピーは「会うのが、いちばん。」で、この時に新幹線は単なる移動手段ではなくコミュニケーションツールなのだと言うことを社内で再認識したと坂田は語っている[2][3]。